# Лінден (Теннессі)
Лінден (англ. Linden) — місто (англ. town) в США, в окрузі Перрі штату Теннессі. Населення — 997 осіб (2020).

## Географія
Лінден розташований за координатами 35°36′44″ пн. ш. 87°50′36″ зх. д. / 35.61222° пн. ш. 87.84333° зх. д. (35.612180, -87.843247).  За даними Бюро перепису населення США в 2010 році місто мало площу 2,62 км², уся площа — суходіл.

## Демографія
Згідно з переписом 2010 року, у місті мешкало 908 осіб у 370 домогосподарствах у складі 220 родин. Густота населення становила 346 осіб/км².  Було 464 помешкання (177/км²).
Расовий склад населення:
| - 90,9 % — білих - 6,3 % — чорних або афроамериканців - 0,4 % — корінних американців |

До двох чи більше рас належало 2,2 %. Частка іспаномовних становила 1,8 % від усіх жителів.
За віковим діапазоном населення розподілялося таким чином: 18,2 % — особи молодші 18 років, 54,7 % — особи у віці 18—64 років, 27,1 % — особи у віці 65 років та старші. Медіана віку мешканця становила 47,7 року. На 100 осіб жіночої статі у місті припадало 81,6 чоловіків;  на 100 жінок у віці від 18 років та старших — 72,8 чоловіків також старших 18 років.
Середній дохід на одне домашнє господарство  становив 27 152 долари США (медіана — 20 125), а середній дохід на одну сім'ю — 37 653 долари (медіана — 33 250). За межею бідності перебувало 36,6 % осіб, у тому числі 43,2 % дітей у віці до 18 років та 28,5 % осіб у віці 65 років та старших.
Цивільне працевлаштоване населення становило 290 осіб. Основні галузі зайнятості: освіта, охорона здоров'я та соціальна допомога — 27,6 %, виробництво — 21,0 %, роздрібна торгівля — 14,8 %, публічна адміністрація — 10,7 %.